# 택틱스 오거: 리본
《택틱스 오거: 렛 어스 클링 투게더》는 스퀘어 에닉스가 개발하고 배급한 2010년 전략 롤플레잉 게임이다. 1995년 슈퍼 패미컴으로 발매된 《오거 배틀 사가》 시리즈 두 번째 게임 《택틱스 오거》의 리메이크이다. 턴제 방식 전투와 캐릭터 역할군 등 원작의 전략 RPG 요소들을 간직하면서도 장비 제작, 진행상황 이전 이야기 갈림점 재플레이, 다인용 기능 등을 추가했다. 원작의 발레리아섬을 둘러산 서사 또한 원작자 마츠노 야스미가 집필한 새로운 장면과 부가 이야기로 무장했다. 일본판 제목은 《택틱스 오거: 운명의 수레바퀴》이다.
《택틱스 오거》 리메이크는 2007년 《파이널 판타지 택틱스: 사자전쟁》 발매 후 구상이 시작됐으며 제작 기간은 약 4년이었다. 원작의 원화가 미나가와 히로시가 기획했으며, 작가 및 디자이너 마츠노 야스미, 작곡가 사키모토 히토시와 이와타 마사하루가 같은 역할로 재참여했다. 원화가 요시다 아키히코 또한 본 리메이크의 아트 디렉션을 담당했으며 캐릭터 재디자인은 마사오 츠바사가 맡았다. 영어 현지화는 원작의 플레이스테이션판을 대신해 이발리스 세계관 게임들에 참여한 알렉산더 O. 스미스와 조셉 리더가 작업해 영어 대사를 완전히 새로 작성했다. 출시 후 일본에선 다운로드 가능 콘텐츠가 발매됐으며 이후 이는 북미 및 유럽 지역에선 원게임에 포함돼 판매됐다.
2022년 11월 11일, 리마스터판 《택틱스 오거: 리본》이 닌텐도 스위치, 플레이스테이션 4, 플레이스테이션 5 및 마이크로소프트 윈도우 플랫폼으로 출시됐다. 리마스터판의 변경점으로 개량된 전투 시스템, 새 언어 현지화, 고해상도 그래픽 및 고음질 음악과 영어 및 일본어 더빙 추가가 있다.

## 반응

### 플레이스테이션 포터블판
플레이스테이션판 《택틱스 오거》의 경우 리뷰 애그리게이터 웹사이트 메타크리틱에서 87/100점을 기록해 "대체적으로 긍정적인 평가"를 받았다.
일본에서 발매 당시 첫 주만에 176,000장 이상의 판매량을 기록했다.

## 참조

### 내용주
1. ↑  영어: Tactics Ogre: Let Us Cling Together
2. ↑  일본어: タクティクスオウガ 運命の輪
3. ↑  영어: Tactics Ogre: Reborn